# مزرعه شبلی
مزرعه شبلی(کرخه)، روستایی در مسیر عبدالخان از توابع بخش مرکزی شهرستان کرخه در استان خوزستان ایران است.

## جمعیت
این روستا در دهستان آهودشت قرار دارد و براساس سرشماری مرکز آمار ایران در سال ۱۳۸۵، جمعیت آن ۲۱۷ نفر (۲۴خانوار) بوده‌است.